# 小林麻衣
小林 麻衣（こばやし　まい、1983年10月30日 - ）は埼玉県出身のレースクイーン、タレント、プロダンサーである。愛称は「まいてぃ」、「舞々」(2017年現在)。
所属事務所はスタイルコーポレーションだったが、2009年6月で退所。現在はフリーで活動し、2017年現在では、横浜の鶴屋町にあるショーレストラン「マリンロケット」にダンサーとして出演、自身でショーのプロデュースも手掛けている。
2018年8月の公演を最後にマリンロケットを退店することが発表された。

## 人物
- 身長162cm　バスト82 ウエスト59　ヒップ85
- 趣味：可愛い女の子観察・野球観戦
- 特技：タップダンス、ジャズダンス

## 来歴
- 2003年、バレーボールワールドカップ2003のチアダンスチーム「SO-LE」のメンバーとして活動。
- 2004年、読売ジャイアンツのマスコットガール「チームジャビッツ21」（現・チームヴィーナス）のメンバーとして1年間活動。
- 2007年、スタイルコーポレーションに所属。2008年1月に栗原海、伊藤友美と共にアイドルグループ「JEWEL」を結成。この年のスーパー耐久シリーズイメージガールとして活動。
- 2009年〜2011年、音楽ユニット「T-Pistonz+KMC」にダンサー「周舞々（しゅうまいまい）」として活動。
- 2012年〜2017年(現在)、横浜マリンロケットのダンサー「舞々」として活動。
- 2016年、銀座 笑座こんぱるのダンサー「舞々」として半年間活動。

## 主な活動

### テレビ
- NTV「ミンナのテレビ」レギュラーダンサー
- NHK（紅白・にっぽんの歌・おかあさんといっしょ・思い出のメロディー　etc）
- NHK-BS2「最新ヒット ウエンズデーJ-POP」レポーター（2008年8月6日放送）

### イベント
- 東京モーターショー　HONDAダンサー
- K-1ダイナマイト　須藤元気　入場ダンサー

### CM
- マクドナルド　「ベジコロバーガー」

### その他
- 読売ジャイアンツマスコットガール　「チームジャビッツ21」
- W杯バレー　スーパーチアダンサーズ　「SO-LE」